# LZ 5

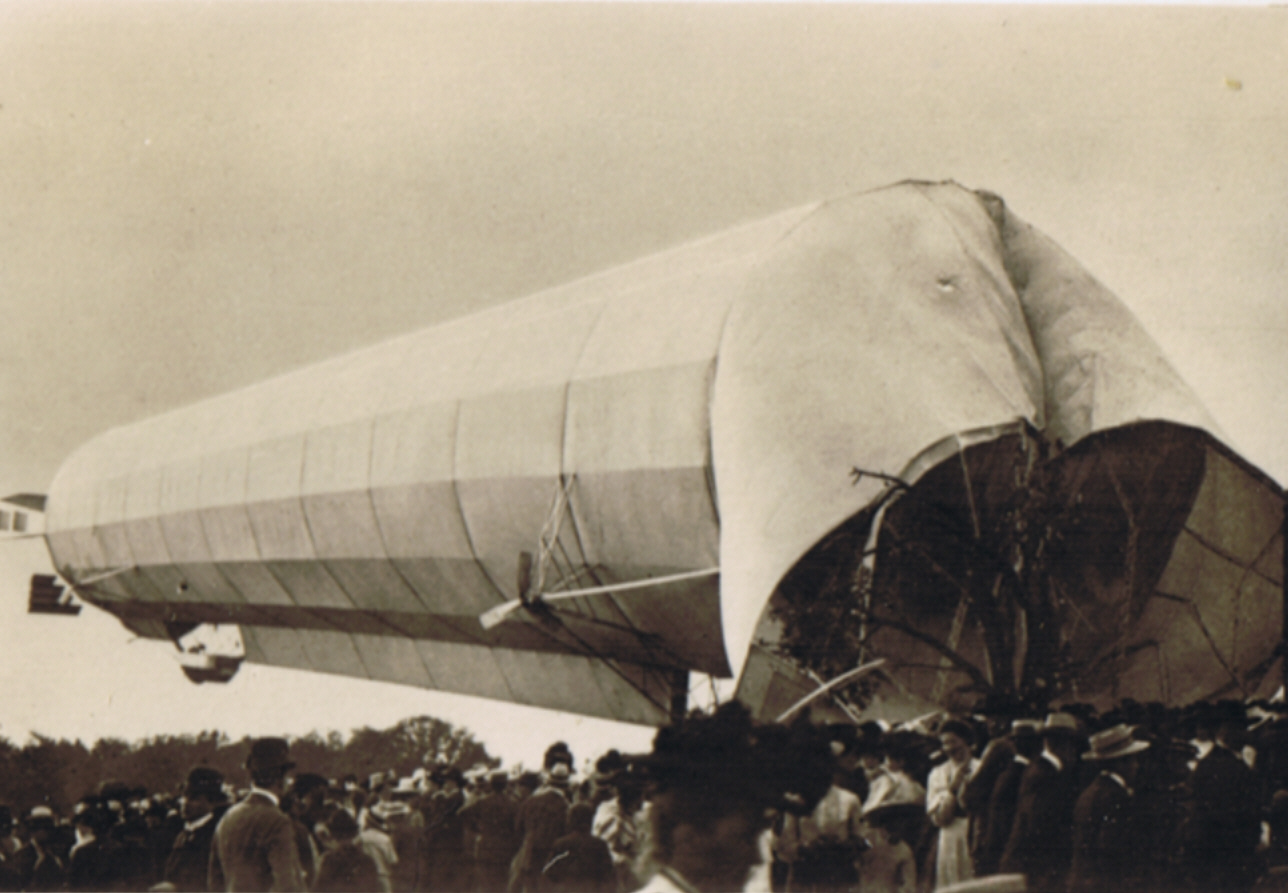
LZ 5 beschädigt durch einen Zusammenstoß mit einem Birnbaum

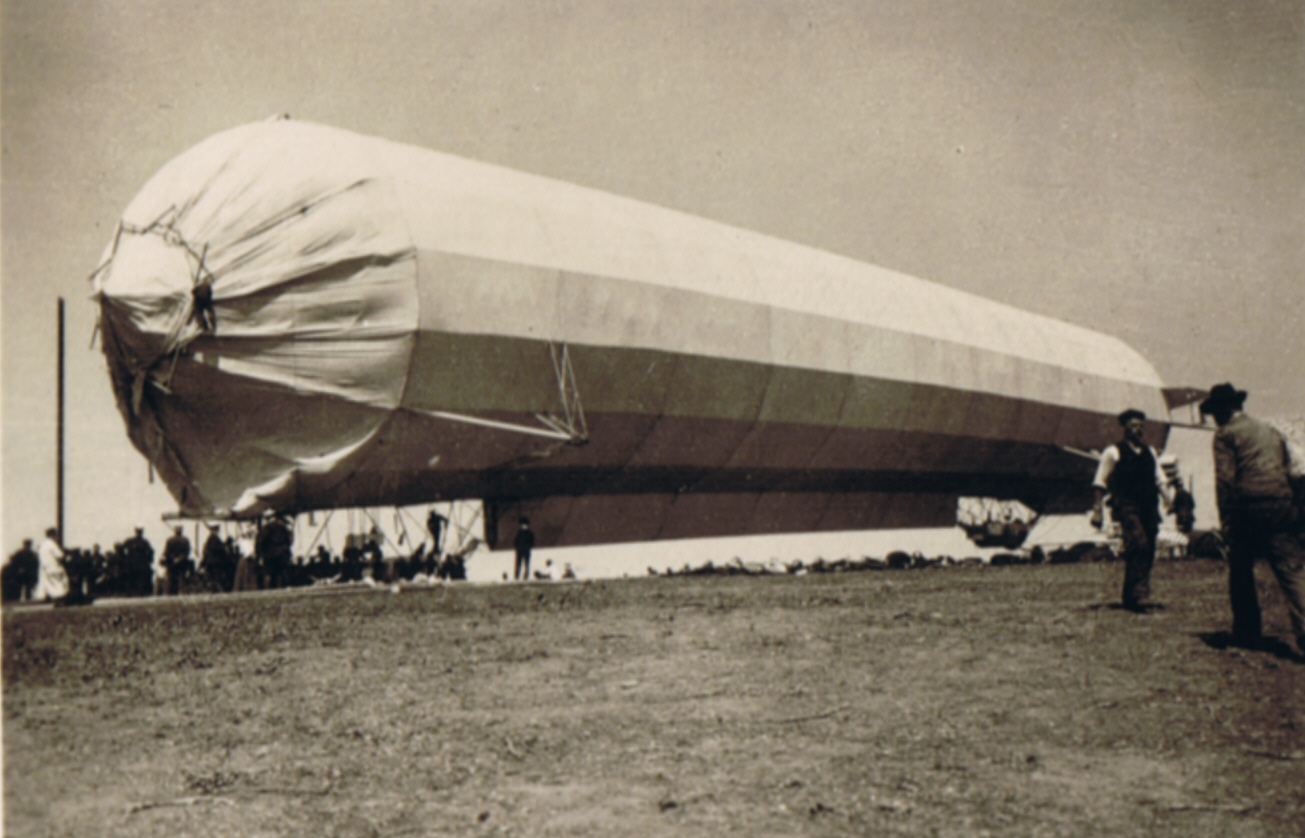
LZ 5 notdürftig repariert nach dem Zusammenstoß mit dem Birnbaum

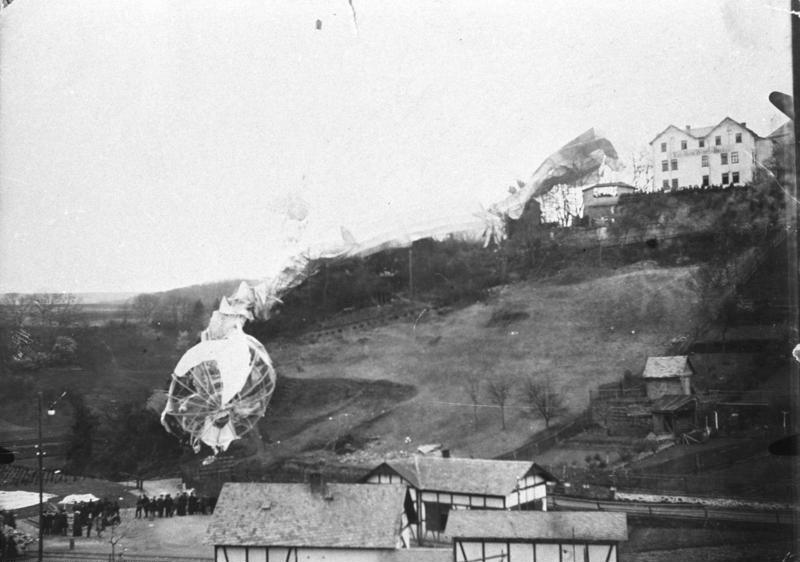
LZ 5 nach der Zerstörung bei Weilburg

Der Zeppelin LZ 5 war das fünfte Luftschiff des Grafen Zeppelin und unter der Kennung Z II das zweite Luftschiff des deutschen Heeres.

## Geschichte
1908 wurde das LZ 5 in Friedrichshafen-Manzell auf Kiel gelegt und konnte am 26. Mai 1909 zum ersten Mal abheben. Vom 29. Mai 1909 bis zum 2. Juni 1909 gelang dem neuen Luftschiff eine Langstreckenfahrt vom Bodensee nach Bitterfeld und zurück. Dabei legte es 1194 Kilometer in 38 Stunden und 40 Minuten zurück. Bei dieser Fahrt kam es bei Göppingen zu einem Zusammenstoß mit einem Birnbaum. Das Schiff wurde mit einigen Hopfenstangen repariert und fuhr weiter zum Bodensee.
Das Heer übernahm dann LZ 5 unter der Heereskennung Z  II. Während seiner Überführungsfahrt vom Bodensee zu seinem neuen Standort Köln besuchte der Zeppelin die Internationale Luftfahrtausstellung in Frankfurt am Main.
Als Luftschiff des Heeres führte LZ 5/Z II 16 Fahrten mit insgesamt 2478 Kilometern durch.

## Das Ende von LZ 5
Nachdem ihn die Haltmannschaft nicht mehr beherrschen konnte, strandete der Zeppelin am 25. April 1910 während eines Sturmes bei Weilburg an der Lahn und wurde abgewrackt.
Der Kölner Julius Eduard Bennert ließ aus eigens von seinem Sohn Andreas geborgenen Aluminium-Trümmerteilen 22 Exemplare einer „Reliktmedaille“ prägen.

## Technische Daten
- Traggasvolumen: 15.000 m³ Wasserstoff
- Länge: 136,0 m
- Durchmesser: 13,0 m
- Nutzlast: 4.500 kg[1]
- Antrieb: zwei Daimler-Motoren; je 105 PS (77 kW)
- Geschwindigkeit: 13,5 m/s (48,6 km/h)
- max. Steighöhe: ca. 1.250 m[1]